# Ореол-3
Ореол-3 (заводское обозначение АУОС-3-М-А-ИК) — научно-исследовательский спутник, запущенный для исследования процессов в магнитосфере и ионосфере Земли в рамках советско-французского проекта «АРКАД» (англ. ArcAD, Arctic Aurora Density). На спутнике была установлена научная аппаратура для измерения тепловой плазмы, энергичных частиц, ОНЧ-волн, магнитных и электрических полей, излучений в полярных сияниях.
«Ореол-3» создан в КБ «Южное» на платформе АУОС-З. Запуск произведён 21 сентября 1981 года с космодрома Плесецк ракетой-носителем «Циклон-3».

## Конструкция
Аппарат «Ореол-3» был построен на спутниковой платформе АУОС-З, разработанной в КБ «Южное» специально для научно-исследовательских спутников. Базовая конструкция платформы представляла собой герметичный цилиндрический корпус диаметром 100 см и высотой 260 см, в котором размещались аккумуляторные батареи и основные служебные системы спутника. В корпусе поддерживался постоянный тепловой режим. Восемь неориентированных панелей солнечных батарей общей площадью 12,5 м² были установлены снаружи и раскрывались в полёте на угол 30° относительно корпуса, обеспечивая мощность на полезную нагрузку до 250 Ватт. Также на наружной части корпуса располагались приборы и датчики бортовых систем и антенны радиотехнического комплекса. Ориентация и стабилизация положения аппарата относительно местной вертикали осуществлялась с помощью гравитационного стабилизатора. Для ориентации и стабилизации по курсу использовался двухскоростной маховик с электромагнитной разгрузкой. Телеметрическая система обеспечивала как управление аппаратом, так и каналы приёма команд и передачи информации для научных приборов. Запоминающее устройство позволяло хранить получаемые данные в течение 24 часов. Системы спутника обеспечивали управление полётом и проведение научных экспериментов вне зоны радиовидимости наземных пунктов управления. Научная аппаратура размещалась в герметичном отсеке на верхней крышке корпуса, а её датчики, приборы и антенны устанавливались снаружи на крышке корпуса и на раскрывающихся в полёте выносных штангах.
Особенностью конструкции «Ореола-3» были меры, принятые для выравнивания электрических потенциалов на его поверхности, и применение новых, «электромагнитно-чистых» солнечных батарей со значительно увеличенным сроком работы (аналогичные батареи устанавливались впоследствии на аппарате «Интеркосмос-Болгария-1300» и спутниках проекта «Интербол»). Это позволило резко уменьшить неравномерность распределения потенциала вокруг аппарата и существенно улучшить точность проводимых экспериментов.

## Полезная нагрузка
На борту спутника «Ореол-3» был установлен следующий набор инструментов, созданный научными организациями СССР и Франции:
- ALTAIR — блок фотометров для измерения аврорального излучения на длинах волн 4861Å, 4278Å и 6300Å (ИКИ).
- ONCH-TBF — комплекс для измерения электрических и магнитных полей в ОНЧ-диапазоне (ИЗМИРАН и CNRS).
- FON — детектор из двух счетчиков Гейгера, регистрирующих электроны с энергией выше 40 кэВ и протоны с энергией выше 500 кэВ (ИКИ).
- Ion — энергетический спектрометр тепловых и высокотепловых ионов (CNRS).
- TRAC — трёхкомпонентный магнитометр (ИКИ и CNRS).
- Dictyon — масс-спектрометр для определения плотности, температуры и скорости тепловых ионов (CNRS).
- Isoprobe — радиочастотные датчики для определения плотности и температуры электронов и скорости плазмы (CNRS).
- Kukushka — четырёхканальный спектрометр для измерения энергетических спектров низкоэнергетичных электронов и протонов в диапазонах 40—740 эВ и 0.76—14 кэВ с различным временным разрешением (ИКИ).
- Pietstchanka — измерение энергетических спектров электронов и протонов средних энергий в диапазоне 40—255 кэВ (ИКИ).
- ROBE — измерение энергетических спектров электронов и протонов в диапазоне 250 эВ — 20 кэВ в широком диапазоне углов к оси спутника (PSU[англ.] и CNRS).
- TBE — измерение энергетических спектров электронов и протонов в диапазоне 10—1000 эВ под двумя различными углами к оси спутника (PSU[англ.] и CNRS).

В состав полезной нагрузки входили два инструмента для предварительной обработки результатов на борту: коррелометр, предоставлявший данные взаимной корреляции и автокорреляции результатов измерений Kukushka и Pietstchanka, и cистема ONTCH-2ME, обрабатывающая результаты измерений комплекса ONCH-TBF.
Для гибкого управления всем комплексом научной аппаратуры на борту «Ореола-3» была установлена БЦВМ французского производства. Штатная телеметрическая система спутника, передававшая записанные результаты измерений в Центр управления полётом космических аппаратов научного и народнохозяйственного назначения (6-й центр ГЦИУ), располагавшийся в Институте космических исследований, была дополнена французской широкополосной системой телеметрии, обеспечившей передачу больших объёмов информации в режиме реального времени на станции в Тулузе (Франция), Тромсё (Норвегия), Апатитах, Звенигороде (СССР), на о. Кергелен и Земле Адели (Антарктика), в Куру (Французская Гвиана), Сугадайре (Япония) и Шрихарикоте (Индия).

## Научная программа
«Ореол-3» запущен на околополярную эллиптическую орбиту с апогеем 1920 км, перигеем 380 км, наклонением 82,6° и периодом обращения 108 минут. Это был третий и последний запуск в рамках совместного советско-французского проекта «АРКАД» (англ. ArcAD, Arctic Aurora Density), посвященного изучению природы полярных сияний и взаимодействия магнитосферы с ионосферой. Длительность работы «Ореола-3», количество проводимых на нём экспериментов и их точность были значительно увеличены по сравнению с предыдущими спутниками проекта «АРКАД» типа ДС-У2-ГКА, которые выводились на орбиту в 1971 («Ореол-1») и 1973 («Ореол-2») годах. Важной отличительной чертой проводимых на «Ореоле-3» экспериментов была их координация с исследованиями на других космических аппаратах, на наземных станциях и при пусках геофизических ракет.
На спутнике «Ореол-3» были изучены новые явления в каспе, авроральном овале и субавроральной зоне. Исследованы явления, возникающие в магнитосфере в результате искусственных воздействий (МГД-волна в эксперименте МАССА, стимулированные высыпания частиц под действием ОНЧ-излучения от наземного передатчика, МГД-волны от плазменной струи, испускаемой с ракеты, запущенной с исследовательского корабля в Северной Атлантике).
На «Ореоле-3» были продолжено изучение обнаруженного на «Интеркосмосе-19» влияния сейсмических явлений на процессы в ионосфере. Последовательные наблюдения на спутниках «Ореол-3» и «Интеркосмос-Болгария-1300», пролетавших на разных высотах над одной и той же эпицентральной зоной, зафиксировали характерные ионосферные шумы, длительное время присутствующие до главного толчка землетрясения. В дальнейшем эти исследования были продолжены на «Космосе-1809» и «Интеркосмосе-24».
«Ореол-3» использовался для проведения экспериментов в течение шести лет. По результатам проведенных исследований опубликовано большое количество научных работ, проведено специальное заседание Международного конгресса геофизиков. Работа по этому проекту удостоена в 1986 году Государственной премии СССР. После окончания работы спутник остаётся на орбите и отслеживается средствами контроля космического пространства.

### Комментарии
1. ↑  Полярные каспы — воронкообразные области в магнитосфере, возникающие в приполярных областях, на геомагнитных широтах ~ 75°, при взаимодействии солнечного ветра с магнитным полем Земли. Через каспы частицы солнечного ветра проникают в ионосферу, нагревают её и вызывают полярные сияния[10].
2. ↑  Авроральная зона — область, занимаемая полярными сияниями, находится на высоте ~100-150 км. Окружает геомагнитный полюс, достигает геомагнитной широты ~78° на дневной стороне и ~68° на ночной стороне. С ростом геомагнитной возмущенности расширяется в более южные широты[11].
3. ↑  МАССА (изучения Магнитосферно-Атмосферных Связей при Сейсмо-Активных явлениях) — эксперимент, в котором наземными лабораториями и космическим аппаратами исследовались эффекты, возбуждаемые в верхней атмосфере и ионосфере при мощных промышленных взрывах, проводившихся осенью 1981 года в ходе строительных работ около Алма-Аты[12].